# Teodelina
Teodelina är en ort i Argentina.   Den ligger i provinsen Santa Fe, i den centrala delen av landet, 290 km väster om huvudstaden Buenos Aires. Teodelina ligger 91 meter över havet och antalet invånare är 6 095. Den ligger vid sjöarna  Laguna El Chañar och Laguna del Chañar.
Terrängen runt Teodelina är mycket platt. Runt Teodelina är det glesbefolkat, med 10 invånare per kvadratkilometer..
Trakten runt Teodelina består till största delen av jordbruksmark.